# Amyloza
Amyloza – organiczny związek chemiczny, złożony wielocukier, jeden ze składników skrobi. Jest zbudowana z nierozgałęzionych, skręconych śrubowo łańcuchów glukozy, połączonych wiązaniami α-glikozydowymi. Jej masa cząsteczkowa wynosi 10000–60000 u. Zawartość amylozy w skrobi według różnych źródeł literaturowych wynosi: 10–35%, 14–27%, 10–20%, pozostałość stanowi amylopektyna. Udział amylozy w skrobiach z najpopularniejszych surowców wynosi: ziemniaczana – 21%, kukurydziana – 28%, kukurydziana woskowa – 0%, pszenna – 28%, tapiokowa – 17%.
Amyloza nie rozpuszcza się w zimnej wodzie, rozpuszcza się natomiast w wodzie gorącej, prawdopodobnie z częściową degradacją. Reaguje z jodem tworząc kompleks o intensywnie niebieskim zabarwieniu.